# Аксель Юленкрук
А́ксель Ю́ленкрук швед. Axel Gyllenkrok; нар., ймовірно, 2 серпня 1664, Або — пом. 17 вересня 1730, Свенсторп, повіт Одарсльофс, область Мальме) — шведський барон, генерал-лейтенант, чиновник.
Батько — окружний суддя Андерс Крук, після прийняття дворянства Юленкрук, мати — Марія Мумс-Юленкрук.
Вступив на службу в Лейб-гвардію 1687 р., а також став прапорщиком 1688 року, лейтенантом 1693 року і капітаном 1696 року. У ті часи він пройшов свою підготовку, несучи службу у французьких збройних силах. Велика Північна війна дала гарні можливості для швидшого підвищення по службі. Потім Юленкрука було поранено як під Нарвою, так і під Ригою, він ніс службу як генерал-квартирмейстер-лейтенант в укріпленнях у Курляндії в 1701 р. і в тому самому році його призначили майором Лейб-гвардії. Він очолював авангард шведської армії під час походу на Варшаву та вів батальйон у битві при Клішові в 1702 р. Під час війни в Польщі він обійняв посаду начальника польового штабу укріплень у 1703 р., а також став генерал-квартирмейстером у 1706 р. у званні підполковника та в наступному році генерал-квартирмейстером-полковником. На цій посаді Юленкрук мав дбати за розквартирування війська та його боєздатність і розвідувати шляхи просування армії тощо; у російському поході ці обов'язки стали вкрай важкі та відповідальні. Вже перебуваючи в Саксонії, Юленкрук розробив за наказом короля карти Саксонії та Польщі. Більшість з них подібно до тих, що він склав пізніше, особливо Полтавської битви, не має ні найменшої історичної цінності. Після поразки Юленкрук супроводжував короля Карла до Бендер, звідки він у жовтні 1709 р. направляється до польського кордону з загоном шведів і козаків, щоб спробувати зв'язатися з генералом Крассау з огляду на підготовку подорожі короля на батьківщину. Проте його обсідає набагато численніший російський корпус і він змушений здатися (1709). Юленкрука відвезли до Москви і там тимчасово тримали в такій суворій в'язниці, що йому навесні 1712 р., згідно з донесеннями Піпера, «забило памороки». У полоні він записав 1711 р. свої славнозвісні розповіді про похід на Росію і Полтавську битву (востаннє видану Н. Шьобергом у 1913 р; з рецензією А. Стілле в Історичному журналі того самого року). Здається, Юленкрук там хотів, щоб вважали, що він 1707 р. намагався схилити короля до плану, який не передбачав походу в глибину Росії, а замість того базувався на обороні прибалтійських провінцій і завоюванні міста Псков, через яке цар здійснював маневри з Санкт-Петербурга. Про цінність цих оповідань точаться дискусії серед дослідників Карла XII, декотрі з яких вважають, що вони мають занадто особистий та апологетичний характер.
Юленкрук визволився тільки після миру та прибув до Швеції 1722 р. Він став генерал-лейтенантом у тому самому році, губернатором області Ґетеборґ і комендантом розташованих там фортець у 1723 р., а також бароном у 1727 р. Генерал одружився 1723 р. з Марією Геґардт, дочкою радці і купця з Мальме Петера Геґардта. Це був її третій шлюб, з нею Аксель мав дочку та сина.
Ставши вдовою, Марія здобула 1743 р. майорат на родове помістя Свенсторпа.
У 1932 році у м. Ґетеборґ на честь Акселя Юленкрука було названо вулицю. Це вулиця Юленкрука в міському районі Йоханеберг.